# Bailup
Bailup is een plaats in de regio Wheatbelt in West-Australië. Het ligt 62 kilometer ten oosten van Perth, 32 kilometer ten zuidwesten van Toodyay en 30 kilometer ten noordoosten van Mundaring.

## Geschiedenis
Ten tijde van de Europese kolonisatie leefden de Whadjuk Nyungah in de streek.
In de jaren 1840 werden een politiekantoor en herberg aan de 'Bailup Creek' opgericht. De naam Bailup is van oorsprong Aborigines maar de naam is onbekend.
De wijk Bailup werd in de jaren 1990 gesticht.

## 21e eeuw
Bailup maakt deel uit van de lokale bestuursgebieden (LGA's) Shire of Mundaring en Shire of Toodyay. In 2021 telde het 54 inwoners.

## Transport
Bailup ligt langs de Bailup Road die de Toodyay Road met de Great Eastern Highway verbindt.